# Serguei Prijodko
Serguei Prijodko fue un deportista soviético que compitió en esgrima, especialista en la modalidad de sable. Ganó dos medallas de oro en el Campeonato Mundial de Esgrima en los años 1970 y 1971.

## Palmarés internacional
| Campeonato Mundial | Campeonato Mundial | Campeonato Mundial | Campeonato Mundial |
| Año                | Lugar              | Medalla            | Prueba             |
| ------------------ | ------------------ | ------------------ | ------------------ |
| 1970               | Ankara (Turquía)   | Medalla de oro     | Sable por equipos  |
| 1971               | Viena (Austria)    | Medalla de oro     | Sable por equipos  |